# Protopolybia emortualis
Protopolybia emortualis är en getingart som först beskrevs av Henri Saussure 1855.  Protopolybia emortualis ingår i släktet Protopolybia och familjen getingar. Inga underarter finns listade i Catalogue of Life.